# Gretenberg (Spessart)
Der Gretenberg (historisch: Gräderberg) ist ein 283 Meter hoher Berg bei Mömbris im Spessart im bayerischen Landkreis Aschaffenburg.

## Geographie
Am Fuße des Gretenberges liegen im Kahltal die zu Mömbris gehörenden Ortsteile Niedersteinbach und Mensengesäß, wo direkt unterhalb des Berges die Staatsstraße 2305 verläuft. Der Gretenberg wird im Südosten durch den Oberschurbach begrenzt. Im Norden ist er mit dem Steinküppel (329 m) verbunden. Nur die westlichen Berghänge des Gretenberges sind bewaldet. Dieser Sporn wird Kellersberg genannt. Dort liegt der Buchborn und weiter südwestlich, oberhalb der Staatsstraße 2305, das Gretenfeld. Außerdem befinden sich dort die beiden Geotope zweier ehemaliger Steinbrüche. Etwas unterhalb des Gipfels liegt der Mömbriser Ausweichsportplatz.